# 立體彈珠台
《Full Tilt! Pinball》是一款由Cinematronics工作室開發，由Maxis公司於1995年發行的彈珠台电子游戏。這款遊戲中共有3張「彈珠台」，分別名為「太空軍校生」（“Space Cadet”）、「Skulduggery」以及「Dragon's Keep」。當時絕大部分的同類型的電腦遊戲都是採用二維畫面渲染。而《Full Tilt! Pinball》則是採用三維預渲染繪圖技術，來「構造」三張不同的「彈珠台」，有別於其它模式類似的電腦遊戲，在同類遊戲中尚屬首次。每張「彈珠台」的右側欄還會展示玩家的得分、彈珠數量、玩家數量等資訊以及「彈珠台」的縮圖。
「太空軍校生」彈珠台後來獨立發展為另一個彈珠台遊戲，即後來的《立體彈珠台 - 太空軍校生》，內建於Microsoft Windows NT 4.0、Microsoft Windows 2000、Microsoft Windows ME、Microsoft Windows XP中，可以在以上作業系統的「開始」功能表上找到。

## 彈珠台

### 太空軍校生
在「太空軍校生」彈珠台上，玩家扮演一定數量的太空艦隊，通過完成一定數量的任務來提升玩家的階級。玩家級別從低到高被劃分為9個級別，分別是：見習軍校生（Cadet）、海軍少尉（Ensign）、海軍中尉（Lieutenant）、艦長（Captain）、少校（Lieutenant Commander）、海軍指揮官（Commander）、海軍準將（Commodore）、艦隊司令（Admiral）、五星上將（Fleet Admiral）。玩家擊球命中「任務目標」來選擇任務，然後進入「發射坡道」將彈珠發射出去。每個任務會要求玩家達成一些目標，例如「attack bumpers」（共一組四隻柱塞位於彈珠台的上部）8次（「target practice」任務）。當目標達成，或發射坡道的指示燈（如「燃料指示燈」）全部亮起時，任務結束。在一定時間以後，「燃料指示燈」將關閉，並且可以在彈珠經過某個指示燈後重新點亮，當彈珠重新發射時全部指示燈點亮。接近完成任務時，一些在彈珠台中部以環形排列的藍色指示燈（圓心是黑洞）會被點亮。當環形中全部藍色指示燈全部亮起時，玩家級別晉升，一個在藍色指示燈圓環內的橙色指示燈圓環中的一個指示燈會被點亮。
該遊戲在台灣當年由智冠科技代理並引進，譯名為「歡樂彈珠台」。

### Skulduggery

「Skulduggery」彈珠台的熒幕截圖

「Skulduggery」彈珠台中，玩家扮演一名寶藏獵人，尋找Peg Leg的戰利品。玩家可以通過以下兩種方法達成目標：通過拼湊出一張藏寶圖或通過啟動並完成彈珠台上一系列的迷你遊戲模式。後者類似於另外兩套彈珠台的「任務」設定。這些迷你遊戲模式以海盜為主題，例如船戰、酒館鬥毆、逃離百慕大三角、叛變以及劍鬥。

### Dragon's Keep
「Dragon's Keep」彈珠台中，玩家需在「奇幻境界」中完成許多探索任務，以將怪獸殺死。這些任務包括「Dragon Hoard」、「Fire Lizard Attack」、「Rescue Maiden」、「Dragon Pass」、「Wizard's Fury」以及「Slay Dragon」。玩家在遊戲時可以獲得咒語、武器和裝甲。所謂的武器是為玩家增加遊戲得分，裝甲和咒語可以使一些特殊的閘門、磁鐵以及斜槽開啟一段時間來改變遊戲。

## 立體彈珠台 - 太空軍校生
《立體彈珠台 - 太空軍校生》是微軟Windows作業系統小遊戲元件中的一員，最早出現在Windows作業系統主題擴展包Plus! for Windows 95中，後來的Windows NT 4.0、Windows ME、Windows 2000、Windows XP（包括32位元版本和64位元版本的Windows XP Professional x64 Edition）中內建於作業系統中。在Windows 98中微軟也提供「立體彈珠台」的安裝指導教程。然而後來的Windows XP 64位元版本以及Windows Vista（Beta 1）開始，這個小遊戲由於原始碼的相容性問題、Bug以及開發商Cinematronics於1997年被艺电收購後與微軟失去聯繫，而從Windows系統的元件中移除了。
《Full Tilt! Pinball》的原始碼中已包含大量的x86組合語言，要移植這個遊戲到當年微軟Windows的NT系列操作系统仍然支援的MIPS架構、Alpha架構以及PowerPC架構上的话，需要以C語言來重寫程式码。成為Windows元件以後，不但只有「太空軍校生」這張彈珠台被保留，名称有所变更以外，遊戲的最大顯示解析度也只有640×480像素，原《Full Tilt! Pinball》可以支援640×480像素、800×600像素以及1024×768像素三種不同的顯示解析度。遊戲畫面右邊栏的弹珠台缩略图也只是二維圖像而不是預渲染的三維圖像。遊戲開發商和發行商的名稱「Maxis」和「Cinematronics」雖然得到完整保留，但是字體顏色從原來的黃色改為深紅色，不加注意是很容易被忽略的。另外遊戲開始時會有「3D Pinball」字樣和彈珠柱塞略縮圖的全熒幕啟動畫面（Flash Screen）。
《立體彈珠台 - 太空軍校生》和原版《Full Tilt! Pinball》相比十分相似，但原版擁有更流暢的過場動畫、更多的遊戲音樂、更多的熒幕解析度可供選擇。Windows版本的《立體彈珠台》預設只有遊戲聲音而沒有遊戲音樂。《Full Tilt! Pinball》原版的附帶回放功能且顯示色彩豐富的「光榮榜」，在Windows系統內建的版本上變成了顯示十分簡陋的得分排行榜。完成任務以及獲得加分時彈珠台的彩燈閃耀效果，以及回放功能也一併遭「閹割」。其它的不同還有柱塞的黃色指示燈：當彈珠經過後原本熄滅的會點亮，反之亦然，這個特性是《Full Tilt! Pinball》原版所沒有的，《Full Tilt! Pinball》原版是一直點亮的。Windows內建的版本中「燃料」的使用時長比原版的要更長。遊戲特效聲音上，Windows內建的版本和《Full Tilt! Pinball》原版的相近，但不同的是Windows內建的版本使用了MIDI來製作遊戲特效聲音。

## Full Tilt! 2 Pinball
《Full Tilt! Pinball》的續作《Full Tilt! 2 Pinball》在1996年發行，包含三張新的彈珠台：「Mad Scientist」、「Alien Daze」和「Captain Hero」。

## 外部連結
- 莫比游戏上的《立體彈珠台》（英文）
- Full Tilt! 2 Pinball （页面存档备份，存于） at MobyGames.
- Joystiq.Com Windows Vista's Casual Games
- Full Tilt! Pinball Windows 95 demo （页面存档备份，存于）
- 你熟悉的彈珠台遊戲其實只是閹割版的! 真正的完整版另有其人! | 神扯電玩 第4集 | 啾啾鞋 （页面存档备份，存于）